# Canton de Corbigny
Le canton de Corbigny est une circonscription électorale française située dans le département de la Nièvre et la région Bourgogne-Franche-Comté.

## Géographie
Le canton est organisé autour de Corbigny, dans l'arrondissement de Clamecy. Son altitude varie de 170 m (Saint-André-en-Morvan) à 652 m (Brassy).

## Histoire
À la suite du redécoupage cantonal de 2014, les limites territoriales du canton sont remaniées. Le nombre de communes du canton passe de 15 à 47.

## Représentation

### Conseillers généraux de 1833 à 2015
| Période | Période      | Identité                                        | Étiquette              | Qualité |
| ------- | ------------ | ----------------------------------------------- | ---------------------- | --- |
| 1833    | 1848         | Comte Hector Le Peletier d'Aunay                | Conservateur           | Propriétaire à Cervon Député (1830-1837) Président du Conseil Général Ancien maire du 7ème arrondissement de Paris                                             |
| 1848    | 1871         | Edmond de Certaines                             |                        | Maire d'Anthien, propriétaire du château de Villemolin |
| 1871    | 1889 (décès) | Joseph de Certaines (fils du précédent)         | Droite légitimiste     | Ancien officier Propriétaire du château de Villemolin Maire d'Anthien                                                                                          |
| 1889    | 1892         | Edme de Certaines (fils de Joseph de Certaines) | Droite                 | Propriétaire du château de Villemolin |
| 1892    | 1904         | Louis Edouard Gaston Billiard                   | Républicain            | Médecin - Maire de Corbigny (1893-1908) |
| 1904    | 1905 (décès) | Edme de Certaines                               | Droite                 | Propriétaire du château de Villemolin |
| 1905    | 1910         | Louis Edouard Gaston Billiard                   | Républicain            | Médecin - Maire de Corbigny |
| 1910    | 1934         | François Gay                                    | Rad. puis PRS          | Architecte - Maire de Corbigny (1908-1933) Sénateur (1924-1933) Président du Conseil Général                                                                   |
| 1934    | 1940         | Jean du Pouget de Nadaillac                     | Centre Républicain-URD | Avocat Maire de Chitry-les-Mines Député (1932-1936) Nommé membre de la Commission administrative départementale en 1941 Nommé conseiller départemental en 1943 |
|         |              |                                                 |                        | |
| 1945    | 1967         | Jehan Faulquier                                 | DVD                    | Chef d'entreprise et exploitant agricole Député (1958-1962) Maire de Cervon (1939-1983), ancien conseiller d'arrondissement                                    |
| 1967    | 1986 (décès) | Noël Berrier                                    | SFIO puis PS           | Médecin Maire de Corbigny (1971-1986) Président du Conseil Général (1981-1986) Sénateur (1975-1986)                                                            |
| 1987    | 2015         | Jean-Paul Magnon (d)                            | PS                     | Médecin généraliste Maire de Corbigny (1995-2014) |

### Conseillers d'arrondissement (de 1833 à 1940)
Le canton de Corbigny avait deux conseillers d'arrondissement.
| Période                                  | Période      | Identité                                        | Étiquette    | Qualité |
| ---------------------------------------- | ------------ | ----------------------------------------------- | ------------ | --- |
| 1833                                     | 1848         | Louis François Gudin de Sauvin                  |              | Négociant à Corbigny                                                                                         |
|                                          |              |                                                 |              | |
| 1877                                     | 1906 (décès) | Georges Faulquier (1834-1906)                   | Libéral      | Avocat à la Cour Impériale de Paris puis substitut à La Châtre (Indre) et à Avallon (Yonne), maire de Cervon |
| 1889                                     | 1905 (décès) | Sigismond-Marie Guillemain de Talon (1845-1905) | Libéral      | Ancien officier des Mobiles de la Nièvre, propriétaire à Corbigny                                            |
| 21 janv. 1906                            | 1907         | Prosper Lantier                                 | Radical      | Cultivateur à La Citadelle, adjoint au maire de Cervon, Vice-Président du syndicat agricole et viticole      |
| 1907                                     | 1913         | Auguste Migneau                                 | Libéral      | Adjoint au maire de Cervon                                                                                   |
| 1907                                     | 1913         | Étienne Châtelin (1864-1944)                    | Libéral      | Maire de Gâcogne                                                                                             |
| 1913                                     | 1919         | P. Martenet                                     | Radical      | Conseiller municipal de Corbigny                                                                             |
| 1913                                     | 1919         | Jean Matray                                     | Radical      | Maire d'Épiry                                                                                                |
| 1919                                     | 1931         | Antoine Perrot                                  |              | Conseiller municipal de Corbigny                                                                             |
| 1919                                     | 1937         | Jean Fèvre                                      | Radical      | Agent d'assurances Corbigny                                                                                  |
| 1931                                     | 1937         | Lucien Lemoine                                  |              | Conducteur des Ponts et Chaussées, maire de La Collancelle                                                   |
| 1937                                     | 1940         | Jehan Faulquier                                 | Rad.ind.-PSF | Exploitant agricole, maire de Cervon (1939-1983)                                                             |
| 1937                                     | 1940         | Charles Ruelle                                  | Radical      | Cultivateur à Pazy                                                                                           |
| 1940                                     |              |                                                 |              | Les conseils d'arrondissement ont été suspendus par la loi du 12 octobre 1940 et n'ont jamais été réactivés  |
| Les données manquantes sont à compléter. |              |                                                 |              | |

### Conseillers départementaux à partir de 2015
| Période élective | Période élective | Mandat | Mandat   | Identité             | Nuance | Nuance | Qualité |
| ---------------- | ---------------- | ------ | -------- | -------------------- | ------ | ------ | --- |
| 2015             | 2021             | 2015   | 2021     | Fabien Bazin (d)     |        | PS     | Permanent politique Maire de Lormes Ancien conseiller général du Canton de Lormes (2004-2015) 2° Vice-Président (Autonomie, insertion et numérique) |
| 2015             | 2021             | 2015   | 2021     | Anne Vérin (d)       |        | DVG    | Directrice d'école maternelle à Guipy |
| 2021             | 2028             | 2021   | en cours | Fabien Bazin (d)     |        | PS     | Conseiller sortant, président du conseil départemental                                                                                              |
| 2021             | 2028             | 2021   | en cours | Séverine Bernard (d) |        | DVG    | Coordinatrice de la maison de santé de Corbigny, conseillère municipale de Chitry-les-Mines                                                         |

### Résultats détaillés

#### Élections de mars 2015
À l'issue du 1er tour des élections départementales de 2015, trois binômes sont en ballottage : Maria Breza-Soudan et Jean-Charles Rochard (DVD, 33,07 %), Fabien Bazin et Anne Vérin (PS, 32,86 %) et Céline Apricena et Marcel Stephan (FN, 25,34 %). Le taux de participation est de 59,78 % (5 368 votants sur 8 980 inscrits) contre 53,03 % au niveau départemental et 50,17 % au niveau national.
Au second tour, Fabien Bazin et Anne Vérin (PS) sont élus avec 39,77 % des suffrages exprimés et un taux de participation de 62,44 % (2 135 voix pour 5 607 votants et 8 980 inscrits).

#### Élections de juin 2021
Le premier tour des élections départementales de 2021 est marqué par un très faible taux de participation (33,26 % au niveau national). Dans le canton de Corbigny, ce taux de participation est de 41,31 % (3 542 votants sur 8 574 inscrits) contre 34,28 % au niveau départemental. À l'issue de ce premier tour, deux binômes sont en ballottage : Fabien Bazin et Séverine Bernard (PS, 47,28 %) et Michèle Lelong et Jean-Charles Rochard (DVC, 19,65 %).
Le second tour des élections est marqué une nouvelle fois par une abstention massive équivalente au premier tour. Les taux de participation sont de 34,36 % au niveau national, 37,18 % dans le département et 44,76 % dans le canton de Corbigny. Fabien Bazin et Séverine Bernard (PS) sont élus avec 66,98 % des suffrages exprimés (2 373 voix pour 3 837 votants et 8 572 inscrits),,.

## Composition

### Composition avant 2015

Situation du canton de Corbigny dans le département de la Nièvre avant 2015.

Le canton de Corbigny regroupait 15 communes.
| Nom                  | Code Insee | Codepostal | Superficie (km2) | Population (dernière pop. légale) | Densité (hab./km2) |
| -------------------- | ---------- | ---------- | ---------------- | --------------------------------- | ------------------ |
| Corbigny (chef-lieu) | 58083      | 58800      | 20,06            | 1 584 (2012)                      | 79                 |
| Anthien              | 58008      | 58800      | 19,68            | 173 (2012)                        | 8,8                |
| Cervon               | 58047      | 58800      | 54,06            | 601 (2012)                        | 11                 |
| Chaumot              | 58069      | 58800      | 7,69             | 177 (2012)                        | 23                 |
| Chitry-les-Mines     | 58075      | 58800      | 6,19             | 219 (2012)                        | 35                 |
| La Collancelle       | 58080      | 58800      | 21,95            | 182 (2012)                        | 8,3                |
| Epiry                | 58110      | 58800      | 12,13            | 218 (2012)                        | 18                 |
| Gâcogne              | 58120      | 58140      | 25,21            | 266 (2012)                        | 11                 |
| Magny-Lormes         | 58153      | 58800      | 8,35             | 67 (2012)                         | 8                  |
| Marigny-sur-Yonne    | 58159      | 58800      | 11,10            | 208 (2012)                        | 19                 |
| Mhère                | 58166      | 58140      | 25,25            | 245 (2012)                        | 9,7                |
| Mouron-sur-Yonne     | 58183      | 58800      | 10,76            | 102 (2012)                        | 9,5                |
| Pazy                 | 58208      | 58800      | 21,99            | 320 (2012)                        | 15                 |
| Sardy-lès-Épiry      | 58272      | 58800      | 15,37            | 140 (2012)                        | 9,1                |
| Vauclaix             | 58305      | 58140      | 14,39            | 129 (2012)                        | 9                  |

### Composition depuis 2015
Après le redécoupage de 2014, le canton comptait 47 communes.
À la suite de la fusion au 1er janvier 2016 de Dompierre-sur-Héry et Michaugues avec Beaulieu pour former une commune nouvelle, le canton comprend désormais 45 communes.
| Nom                              | Code Insee | Intercommunalité                 | Superficie (km2) | Population (dernière pop. légale) | Densité (hab./km2) | Modifier                                    |
| -------------------------------- | ---------- | -------------------------------- | ---------------- | --------------------------------- | ------------------ | ------------------------------------------- |
| Corbigny (bureau centralisateur) | 58083      | CC Tannay-Brinon-Corbigny        | 20,06            | 1 330 (2022)                      | 66                 | modifier les données · modifier les données |
| Anthien                          | 58008      | CC Tannay-Brinon-Corbigny        | 19,68            | 168 (2022)                        | 8,5                | modifier les données · modifier les données |
| Asnan                            | 58015      | CC Tannay-Brinon-Corbigny        | 4,77             | 119 (2022)                        | 25                 | modifier les données · modifier les données |
| Authiou                          | 58018      | CC Tannay-Brinon-Corbigny        | 7,31             | 40 (2022)                         | 5,5                | modifier les données · modifier les données |
| Bazoches                         | 58023      | CC Morvan Sommets et Grands Lacs | 14,65            | 165 (2022)                        | 11                 | modifier les données · modifier les données |
| Beaulieu                         | 58026      | CC Tannay-Brinon-Corbigny        | 15,54            | 143 (2022)                        | 9,2                | modifier les données · modifier les données |
| Beuvron                          | 58029      | CC Tannay-Brinon-Corbigny        | 9,50             | 86 (2022)                         | 9,1                | modifier les données · modifier les données |
| Brassy                           | 58037      | CC Morvan Sommets et Grands Lacs | 54,15            | 594 (2022)                        | 11                 | modifier les données · modifier les données |
| Brinon-sur-Beuvron               | 58041      | CC Tannay-Brinon-Corbigny        | 8,06             | 166 (2022)                        | 21                 | modifier les données · modifier les données |
| Bussy-la-Pesle                   | 58043      | CC Tannay-Brinon-Corbigny        | 5,15             | 53 (2022)                         | 10                 | modifier les données · modifier les données |
| Cervon                           | 58047      | CC Tannay-Brinon-Corbigny        | 54,06            | 594 (2022)                        | 11                 | modifier les données · modifier les données |
| Chalaux                          | 58049      | CC Morvan Sommets et Grands Lacs | 10,19            | 83 (2022)                         | 8,1                | modifier les données · modifier les données |
| Challement                       | 58050      | CC Tannay-Brinon-Corbigny        | 9,52             | 45 (2022)                         | 4,7                | modifier les données · modifier les données |
| Champallement                    | 58052      | CC Tannay-Brinon-Corbigny        | 8,07             | 55 (2022)                         | 6,8                | modifier les données · modifier les données |
| Chaumot                          | 58069      | CC Tannay-Brinon-Corbigny        | 7,69             | 164 (2022)                        | 21                 | modifier les données · modifier les données |
| Chazeuil                         | 58070      | CC Tannay-Brinon-Corbigny        | 4,61             | 61 (2022)                         | 13                 | modifier les données · modifier les données |
| Chevannes-Changy                 | 58071      | CC Tannay-Brinon-Corbigny        | 18,92            | 136 (2022)                        | 7,2                | modifier les données · modifier les données |
| Chitry-les-Mines                 | 58075      | CC Tannay-Brinon-Corbigny        | 6,19             | 218 (2022)                        | 35                 | modifier les données · modifier les données |
| La Collancelle                   | 58080      | CC Tannay-Brinon-Corbigny        | 21,95            | 161 (2022)                        | 7,3                | modifier les données · modifier les données |
| Corvol-d'Embernard               | 58084      | CC Tannay-Brinon-Corbigny        | 9,86             | 116 (2022)                        | 12                 | modifier les données · modifier les données |
| Dun-les-Places                   | 58106      | CC Morvan Sommets et Grands Lacs | 45,10            | 362 (2022)                        | 8,0                | modifier les données · modifier les données |
| Empury                           | 58108      | CC Morvan Sommets et Grands Lacs | 11,79            | 77 (2022)                         | 6,5                | modifier les données · modifier les données |
| Epiry                            | 58110      | CC Tannay-Brinon-Corbigny        | 12,13            | 227 (2022)                        | 19                 | modifier les données · modifier les données |
| Gâcogne                          | 58120      | CC Tannay-Brinon-Corbigny        | 25,21            | 209 (2022)                        | 8,3                | modifier les données · modifier les données |
| Germenay                         | 58123      | CC Tannay-Brinon-Corbigny        | 12,91            | 120 (2022)                        | 9,3                | modifier les données · modifier les données |
| Grenois                          | 58130      | CC Tannay-Brinon-Corbigny        | 14,50            | 93 (2022)                         | 6,4                | modifier les données · modifier les données |
| Guipy                            | 58132      | CC Tannay-Brinon-Corbigny        | 18,36            | 226 (2022)                        | 12                 | modifier les données · modifier les données |
| Héry                             | 58133      | CC Tannay-Brinon-Corbigny        | 7,72             | 73 (2022)                         | 9,5                | modifier les données · modifier les données |
| Lormes                           | 58145      | CC Morvan Sommets et Grands Lacs | 51,71            | 1 259 (2022)                      | 24                 | modifier les données · modifier les données |
| Magny-Lormes                     | 58153      | CC Tannay-Brinon-Corbigny        | 8,35             | 68 (2022)                         | 8,1                | modifier les données · modifier les données |
| Marigny-l'Église                 | 58157      | CC Morvan Sommets et Grands Lacs | 38,80            | 276 (2022)                        | 7,1                | modifier les données · modifier les données |
| Marigny-sur-Yonne                | 58159      | CC Tannay-Brinon-Corbigny        | 11,10            | 191 (2022)                        | 17                 | modifier les données · modifier les données |
| Mhère                            | 58166      | CC Tannay-Brinon-Corbigny        | 25,25            | 229 (2022)                        | 9,1                | modifier les données · modifier les données |
| Moraches                         | 58181      | CC Tannay-Brinon-Corbigny        | 14,90            | 130 (2022)                        | 8,7                | modifier les données · modifier les données |
| Mouron-sur-Yonne                 | 58183      | CC Tannay-Brinon-Corbigny        | 10,76            | 88 (2022)                         | 8,2                | modifier les données · modifier les données |
| Neuilly                          | 58191      | CC Tannay-Brinon-Corbigny        | 13,92            | 109 (2022)                        | 7,8                | modifier les données · modifier les données |
| Pazy                             | 58208      | CC Tannay-Brinon-Corbigny        | 21,99            | 293 (2022)                        | 13                 | modifier les données · modifier les données |
| Pouques-Lormes                   | 58216      | CC Tannay-Brinon-Corbigny        | 13,96            | 142 (2022)                        | 10                 | modifier les données · modifier les données |
| Saint-André-en-Morvan            | 58229      | CC Morvan Sommets et Grands Lacs | 22,82            | 310 (2022)                        | 14                 | modifier les données · modifier les données |
| Saint-Martin-du-Puy              | 58255      | CC Morvan Sommets et Grands Lacs | 30,70            | 288 (2022)                        | 9,4                | modifier les données · modifier les données |
| Saint-Révérien                   | 58266      | CC Tannay-Brinon-Corbigny        | 18,48            | 191 (2022)                        | 10                 | modifier les données · modifier les données |
| Sardy-lès-Épiry                  | 58272      | CC Tannay-Brinon-Corbigny        | 15,37            | 113 (2022)                        | 7,4                | modifier les données · modifier les données |
| Taconnay                         | 58283      | CC Tannay-Brinon-Corbigny        | 8,00             | 72 (2022)                         | 9,0                | modifier les données · modifier les données |
| Vauclaix                         | 58305      | CC Tannay-Brinon-Corbigny        | 14,39            | 135 (2022)                        | 9,4                | modifier les données · modifier les données |
| Vitry-Laché                      | 58313      | CC Tannay-Brinon-Corbigny        | 20,83            | 101 (2022)                        | 4,8                | modifier les données · modifier les données |
| Canton de Corbigny               | 5804       |                                  | 798,98           | 9 879 (2022)                      | 12                 | modifier les données                        |

## Démographie

### Démographie avant 2015
| 1962  | 1968  | 1975  | 1982  | 1990  | 1999  | 2006  | 2011  | 2012  |
| ----- | ----- | ----- | ----- | ----- | ----- | ----- | ----- | ----- |
| 6 382 | 6 119 | 5 914 | 5 391 | 5 040 | 4 875 | 4 773 | 4 630 | 4 631 |

### Démographie depuis 2015
En 2022, le canton comptait 9 879 habitants, en évolution de −4,68 % par rapport à 2016 (Nièvre : −3,28 %, France hors Mayotte : +2,11 %).
| 2013   | 2018   | 2022  |
| ------ | ------ | ----- |
| 10 477 | 10 181 | 9 879 |